# Palacio de la Vizcondesa de Jorbalán
El palacio de la Vizcondesa de Jorbalán o de la Condesa de la Vega del Pozo es un palacio situado en el centro de Guadalajara (España). Fue construido junto a la aneja ermita de San Sebastián en el siglo XVI, y reconstruido a principios del siglo XX según el diseño de Ricardo Velázquez Bosco encargado por María Diega Desmaissières en honor a su tía María Micaela del Santísimo Sacramento. 

## Historia
Tiene su origen en un palacete renacentista del siglo XVI, aunque su aspecto actual se debe a la reforma practicada a principios del siglo XX por Ricardo Velázquez Bosco.
Del palacete original se conserva el patio interior. Junto a este edificio se ubicaba la ermita de San Sebastián, que 
acabó vinculándose cada vez más con el edificio palaciego.
Por sus elementos arquitectónicos singulares fue declarado Bien de Interés Cultural en 2012. 
Actualmente es sede del colegio Champagnat de los Hermanos Maristas.

## Descripción
El conjunto combina dos edificios que en su origen fueron independientes: la ermita de San Sebastián y el palacio. Junto con el espacio que lo circunda, actualmente patio del colegio y en su origen zona ajardinada, conserva el aspecto general ideado por Ricardo Velázquez Bosco.
El palacio tiene su acceso desde la calle a través de la calle Pedro Pascual por un discreto portalón rematado con el escudo de la vizcondesa de Jorbalán, que da acceso a un patio interior de estilo renacentista alcarreño cuyo origen está en el edificio del siglo XVI. Las restantes fachadas dan al interior de la parcela. Cuenta con dos plantas: bajo cubierta y sótano. 
La capilla, de una única nave, se remata con una esbelta torre. Tuvo su acceso principal por la calle de San Sebastián, actualmente cerrado, pero que conserva buena parte de su decoración original. Está rematada por un bajorrelieve del martirio de San Sebastián atribuido a escultor Ángel García Díez. Tanto el palacio como la capilla están profusamente decorados, combinando elementos propios de distintos estilos, como hace la arquitectura ecléctica.
La delimitación del jardín contemporáneo con el diseño de Velázquez Bosco es aún perfectamente visible dado que la parcela sobre la que se sitúa el conjunto apenas ha variado desde entonces. Este jardín era conocido en la ciudad por las dimensiones de su arbolado. En sus orígenes existía una entrada de carruajes desde la carretera, donde actualmente se levanta el número 24 de la calle del Doctor Santiago Ramón y Cajal.
El interior del edificio ha sufrido varias actuaciones hasta adaptarlo a su actual uso escolar, aunque destacan algunas salas por su especial conservación como son el salón de baile y una salita aneja al salón de billar de la planta baja.
Sin embargo, las fachadas exteriores son las que conservan sin apenas alteraciones los elementos más interesantes del diseño de Velázquez Bosco.